# Penispumpe

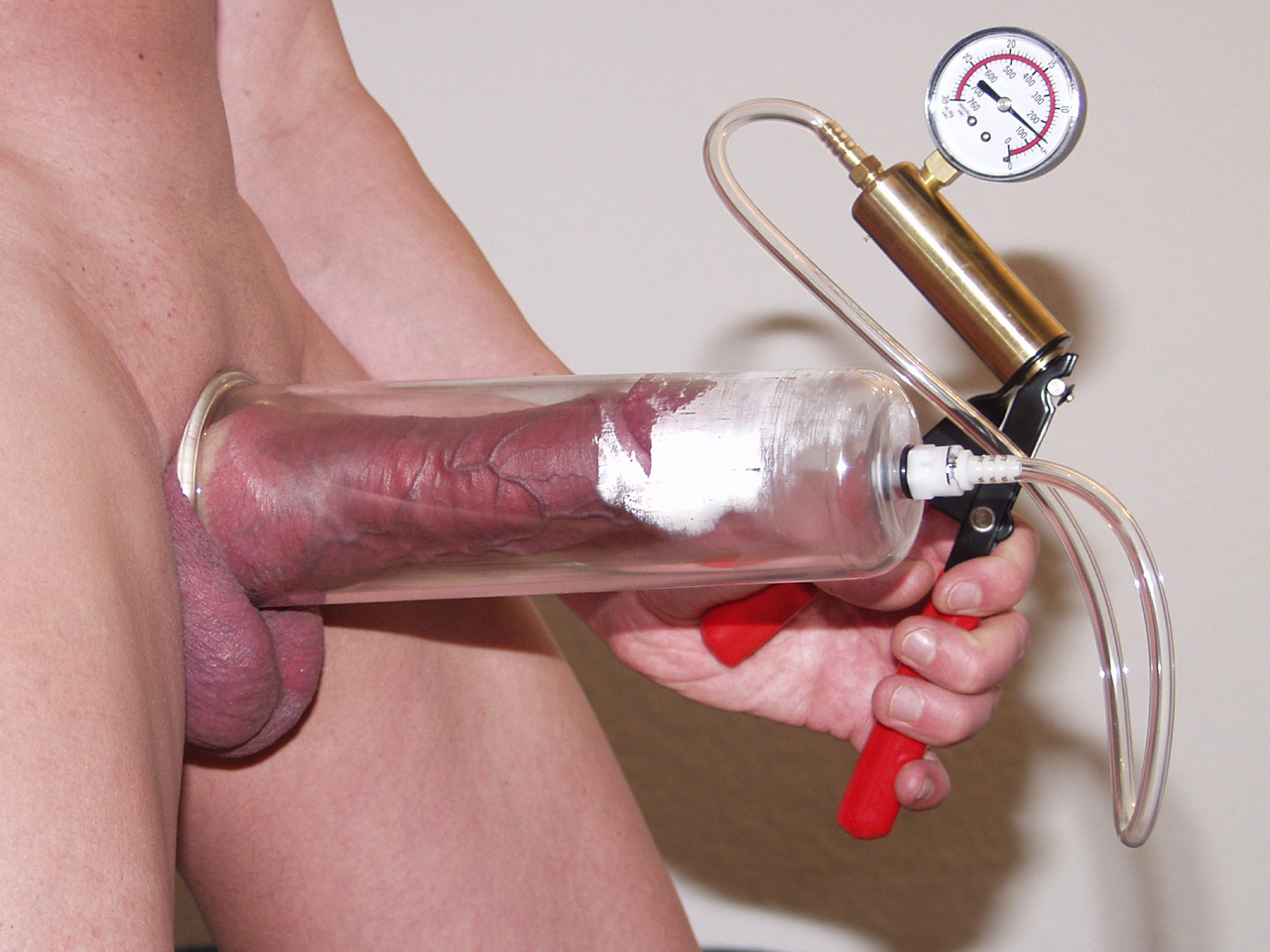
Eine Penispumpe im Einsatz am männlichen Glied

Die Penispumpe ist eine Unterdruckpumpe, die als Hilfsmittel bei Impotenz eingesetzt wird, wenn also auf natürliche Weise keine ausreichende Versteifung des Gliedes zur Ausübung des Geschlechtsverkehrs erreicht werden kann. Die Penispumpe ist eine mögliche Alternative zu medikamentöser Behandlung mit Potenzmitteln oder der Implantation einer Penisprothese.
Die Pumpe wird über den Penis gestülpt und erzeugt durch Pumpen einen Unterdruck, der das Glied steif werden lässt. Durch einen elastischen Penisring an der Peniswurzel, der nach Erreichen der notwendigen Versteifung und nach dem Entfernen der Pumpe angebracht wird, bleibt die Erektion eine Zeit lang bestehen. Die gesetzliche Krankenversicherung in Deutschland übernimmt die Kosten für eine Penispumpe, wenn nach ärztlicher Feststellung eine erektile Dysfunktion vorliegt. Der Arzt kann in diesem Fall die Pumpe als medizinisches Hilfsmittel per Rezept verordnen. Neben der Funktion als medizinisches Hilfsmittel werden Penispumpen auch zur Masturbation und für erotische Spiele verwendet, beispielsweise bei der Cock and Ball Torture, auch dann, wenn der Partner keine Potenzprobleme hat.

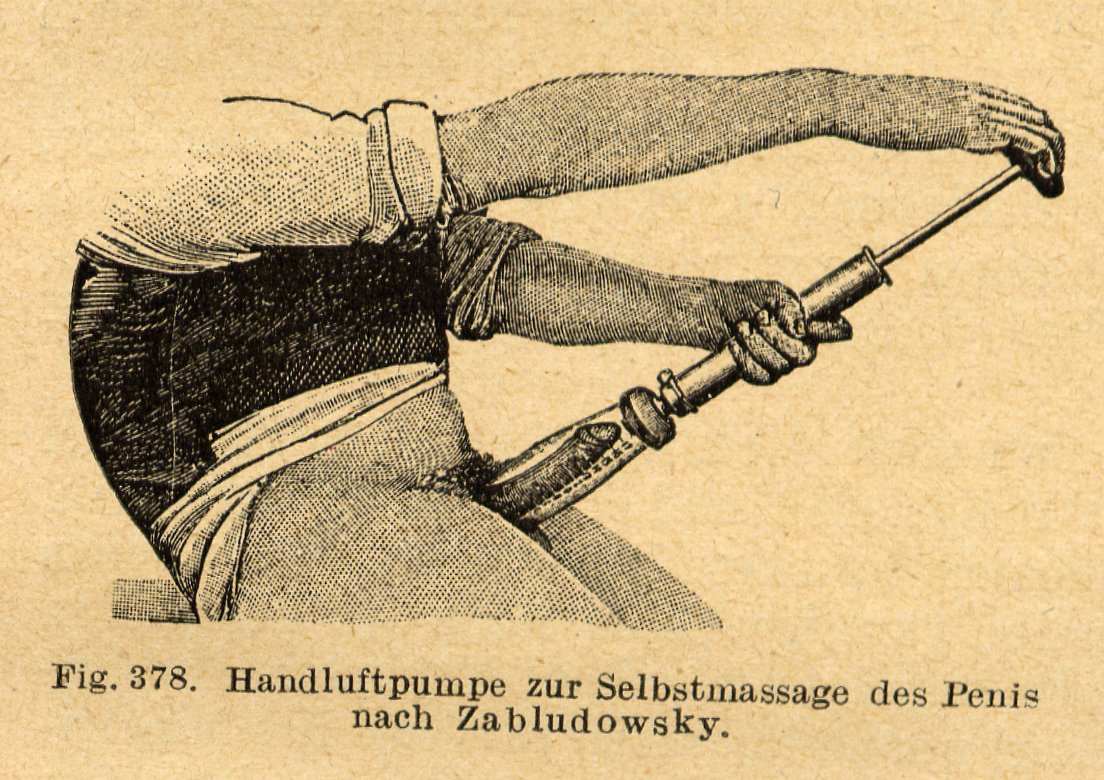
Penispumpe aus dem frühen 20. Jahrhundert

Nach dem Prinzip einer Penispumpe funktionierende Geräte werden zudem als angebliche Möglichkeit zu einer dauerhaften Vergrößerung des Penis beworben. Eine Wirksamkeit ist nicht wissenschaftlich belegt. Es besteht zudem die Gefahr von Hämatomen und Gewebeschäden, wenn ein zu hoher Unterdruck angelegt wird.